# Passiflora clathrata
Passiflora clathrata är en passionsblomsväxtart som beskrevs av Maxwell Tylden Masters. Passiflora clathrata ingår i släktet passionsblommor, och familjen passionsblomsväxter. Inga underarter finns listade i Catalogue of Life.